# David Alexandre Winter

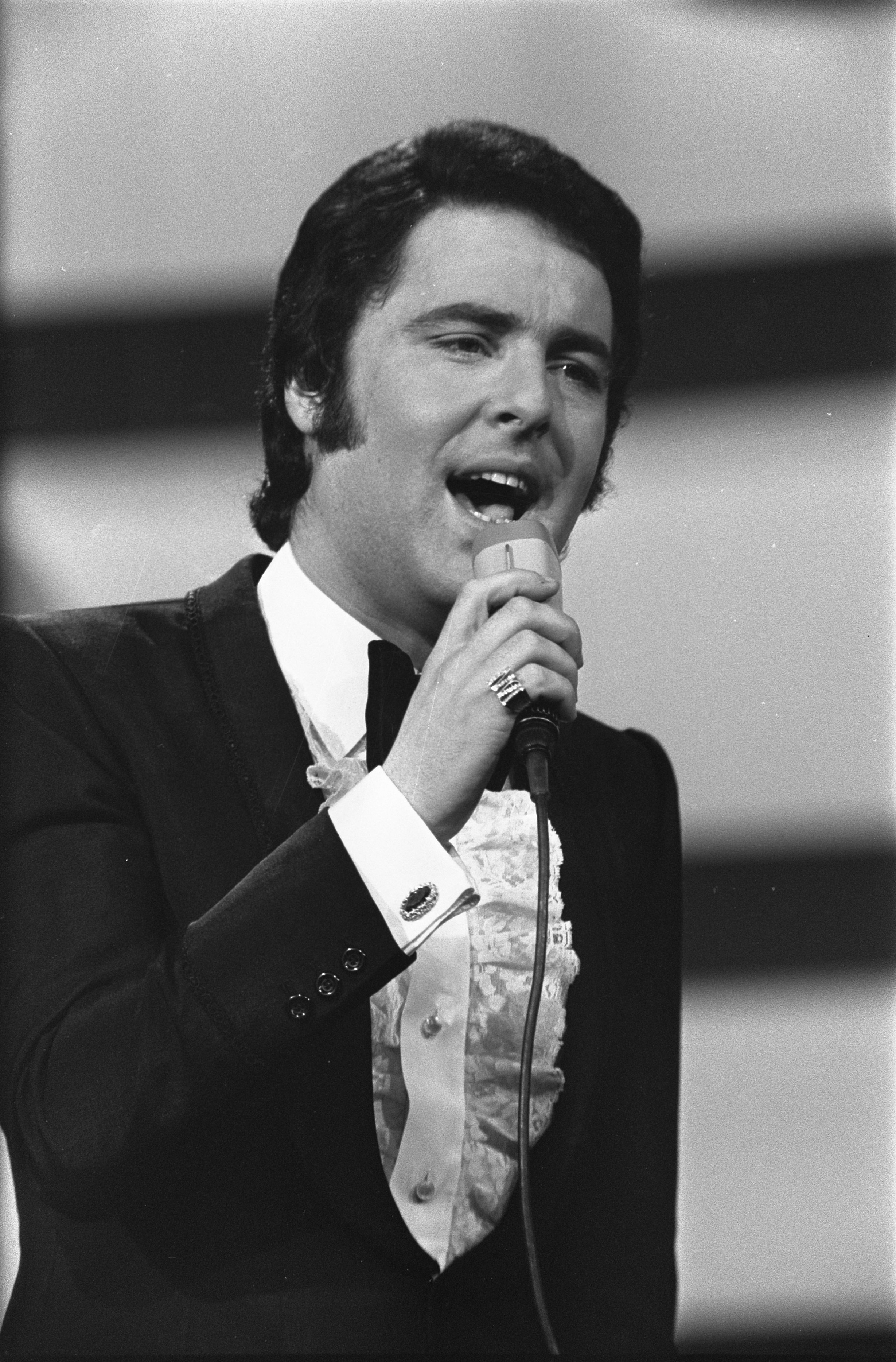
Imagen de David Alexandre Winter.

David Alexandre Winter (nome verdadeiro:  Leon Kleerekoper) é um artista e cantor holandês.
Ele deixou os  Países Baixos para ir para Paris em  1969. Aí gravará o seu maior sucesso Oh Lady Mary que se tornou muito rapidamente em disco de ouro. 
Em 1970,  David Alexandre representou o Luxemburgo com a canção   Je suis tombé du ciel ("Eu caí do céu")  no Festival Eurovisão da Canção 1970, onde não foi feliz pois não obteve qualquer ponto, classificando-se em último lugar. 
Casou-se com Catherine Fefeu (mannequim), de quem terá dois filhos:  Mickaël em 1972 e Ophélie (Ofélia)  em 1974.
Em 1976 vivia mal seu sucesso e levou a mulher e os filhos para os Estados Unidos da América.  Hoje, abandonada a carreira artística é concessonário de automóveis. Tem vários filhos de diversas mulheres. Ele é pai da cantora, atriz e apresentadora de televisão  Ophélie Winter.